# Vatteluttu

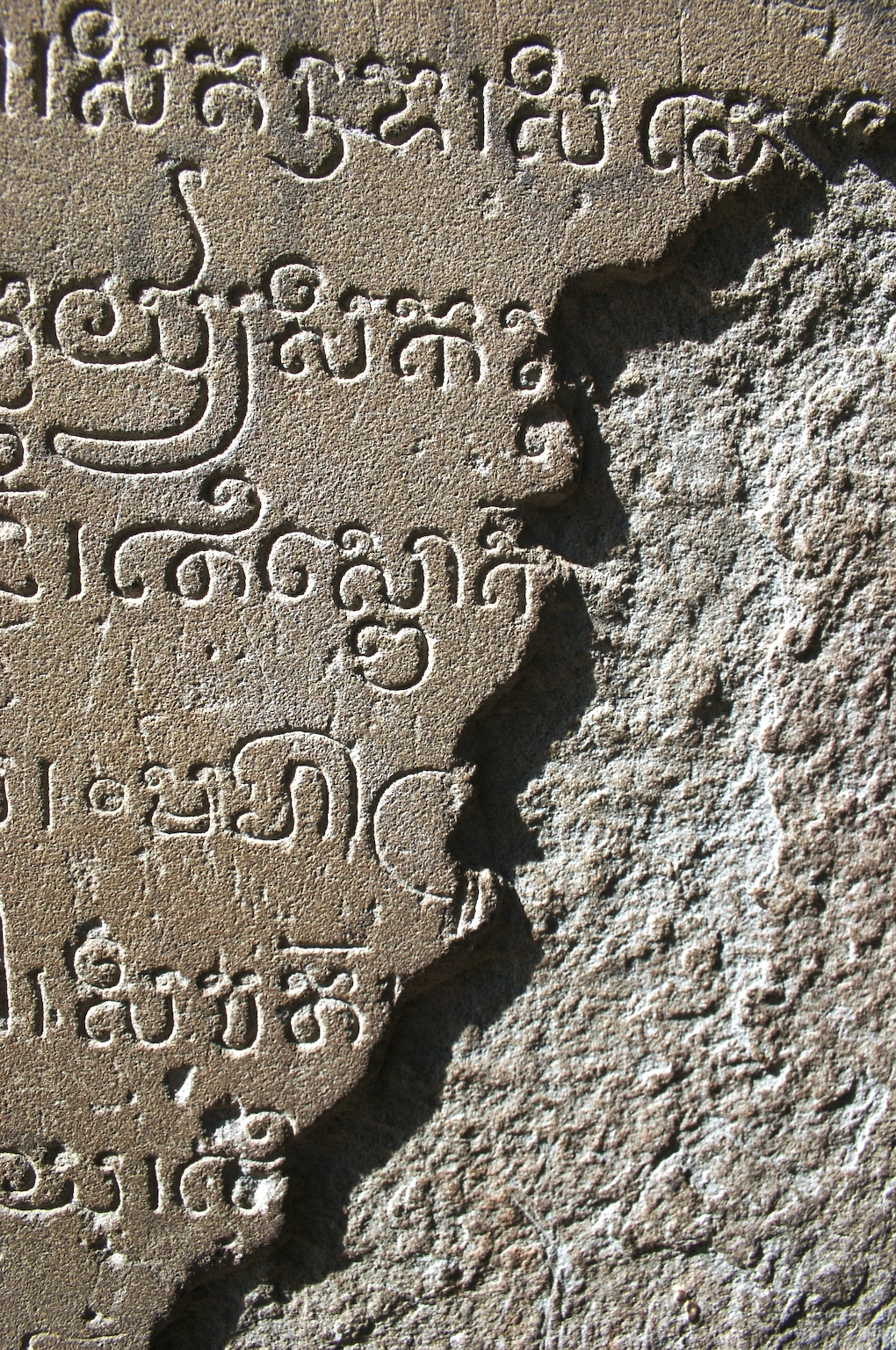
Ancienne inscription khmère

Le vatteluttu ou « écriture arrondie » est un alphasyllabaire originaire de l'Inde du Sud. Il est apparenté à l'écriture pallava dont parlent les spécialistes de l'Asie du Sud-Est, comme George Cœdès et D. G. E. Hall.
Les Pallava sont une dynastie qui a dominé l'Inde du Sud-Est de la fin du IIIe siècle au IXe siècle.
L'écriture pallava est la base de plusieurs alphabets d'Asie du Sud et Est : alphabets balinais, baybayin des Philippines, birman, tamoul, khmer, lao, môn, thaï, javanais.

## Asie du Sud

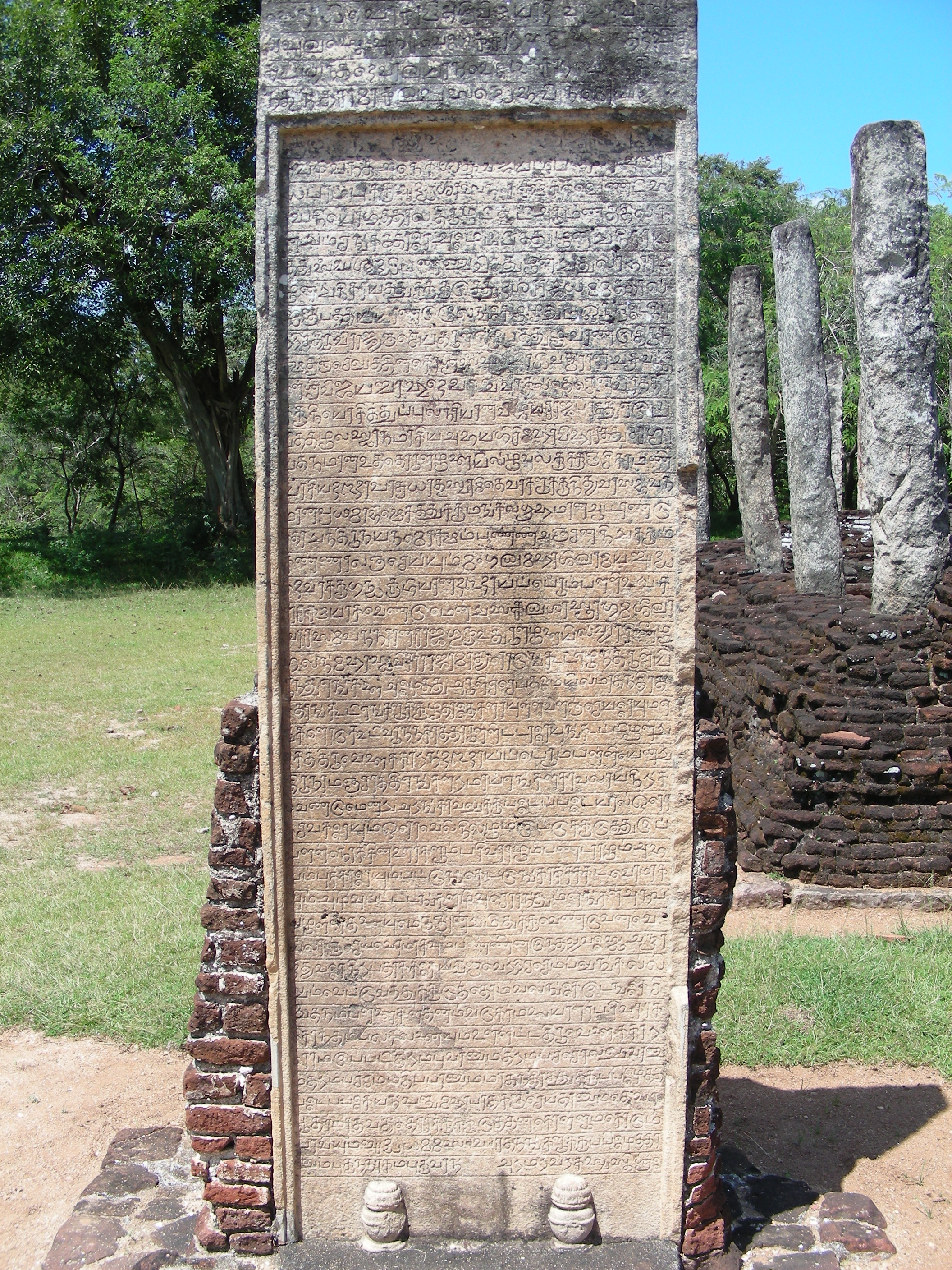
Inscription en vatteluttu datée de 1100 apr. J.-C. à Polonnaruwa, Sri Lanka

Le vatteluttu était utilisé pour écrire certaines langues dravidiennes du sud de l'Inde et de Sri Lanka. Il fut utilisé en particulier pour écrire le tamoul à partir du IIe siècle apr. J.-C. en remplacement d'un alphabet brahmique plus ancien. Au Kerala, cet alphabet fut aussi utilisé pour écrire le tamoul ainsi que le proto-malayalam puis le malayalam.
Les inscriptions en tamoul datent d'une période allant de 300 av. J.-C. à 1800 apr. J.-C. Elles sont rédigées dans différentes écritures.
L'alphabet grantha comportait des lettres créées spécialement pour transcrire les mots sanscrits.

## Asie du Sud-Est insulaire
Les premiers alphabets d'Asie du Sud-Est insulaire dérivent de l'écriture pallava. La plus ancienne inscription connue est sur des yupa, poteaux de pierre trouvés à environ 125 km en amont de Tenggarong sur le fleuve Mahakam, dans l'est de Kalimantan en Indonésie. Rédigés en sanscrit, ils proclament les réalisations du roi Mulawarwan, "petit-fils de Kudungga". Rédigés en sanscrit, on estime qu'ils datent de 400 apr. J.-C. Ces yupa sont conservés au Musée national d'Indonésie à Jakarta.